# Marstalla
Marstalla este o arie protejată (arie specială de conservare — SAC, sit de importanță comunitară — SCI) din Suedia întinsă pe o suprafață de 171,2 ha, integral pe uscat.

## Localizare
Centrul sitului Marstalla este situat la coordonatele 60°04′02″N 17°17′25″E / 60.0671°N 17.2903°E.

## Înființare
Situl Marstalla a fost declarat sit de importanță comunitară în aprilie 2004 pentru a proteja 1 specie de plante. Situl a fost protejat și ca arie specială de conservare în martie 2011.

## Biodiversitate
Situată în ecoregiunea boreală, aria protejată conține 5 habitate naturale: Păduri fino-scandinave bogate în ierburi cu Picea abies, Mlaștini alcaline, Taiga vestică, Mlaștini împădurite, Păduri caducifoliate de mlaștină fino-scandinave.
La baza desemnării sitului se află o specie protejată de  plante: Herzogiella turfacea.